# 불륜
불륜(한국 한자: 不倫, 영어: affair)은 사전적으로는 '윤리에 어긋나다'라는 뜻이지만, 대체로는 유부남/유부녀가 내연녀/내연남을 취하는 것을 의미한다. 대한민국 민법에서는 부정행위라고 하며, 살아있는 배우자나 중요타인이 있는 사람이 상대방에게 알리지 않고 파트너의 의사에 반하여 파트너 이외의 자와 간통 등의 성적 행위나 친밀관계를 맺는 일을 말한다. 민사상 손해배상 책임을 질 수 있다.

## 인식과 실태
대다수 성인들은 불륜을 저지르면 안 된다고 생각한다. 미국 성인 남녀 2025명을 상대로 한 조사 결과, 88%가 결혼한 사람의 불륜을 용납할 수 없다고 답했다. 그러나 사람들이 실제로 얼마나 불륜을 저지르는지는 파악하기 쉽지 않다. 불륜 연구는 사람들이 자신의 잘못을 인정하기 어려워 하므로 더 어렵다. 조사 결과는 제각각이며, 특별히 어떤 성별이 불륜을 더 저지른다고 단정짓기 힘들다. 불륜을 인정하고 대답하는 것인지, 저질렀음에도 숨기고 대답하는 것인지 알 수 없기 때문이다. 또다른 문제점은 어디까지를 불륜으로 봐야하는지 나라마다 기준이 제각각이라는 것이 있다.

## 같이 보기
- 궁정연애
- 가족 치료
- 다성애
- 스캔들
- 삼각관계
- 간통